# فرماندهی هواپیمایی فراجا
فرماندهی هواپیمایی فراجا یا هوافراجا یگان هوایی فرماندهی انتظامی جمهوری اسلامی ایران است، که با دارا بودن چندین فروند بالگرد، پهپاد و هواچرخ، مسئولیت انجام ماموریت‌های هوایی فرماندهی انتظامی و پشتیبانی از مرزبانی و پلیس راهنمایی و رانندگی را برعهده دارد. فرودگاه و ستاد فرماندهی مرکزی هوا فراجا در شهر ری، تهران قرار دارد.

## تاریخچه
پیشینه شکل‌گیری یگان هواپیمایی در سازمان انتظامی ایران به سال ۱۳۳۷ و تشکیل یگان هواپیمایی ژاندارمری شاهنشاهی ایران بازمی‌گردد. پس از ادغام ژاندارمری، شهربانی و کمیته انقلاب اسلامی در سال ۱۳۷۰ و تشکیل نیروی انتظامی، این یگان نیز به هواپیمایی ناجا تغییر نام داد. این یگان در دهه ۱۳۸۰ با نام هوا فراجا فعالیت خود را ادامه داد. هم‌اکنون فرماندهی این یگان برعهده سرتیپ دوم خلبان جلال منصوری‌نژاد می‌باشد.

## ناوگان
این واحد هوایی دارای بالگردها، پهپادها و هواپیماهای فوق سبک است که برخی از آن‌ها به شرح زیر است.
- بالگرد بل ۲۱۲
- بالگرد بل ۲۰۶
- بالگرد بل-۲۰۵
- بالگرد میل-۱۷
- جایروکوپتر
- توربوکوماندور
- پهپاد مهاجر-۶

## فرماندهان
فرمانده هواپیمایی ناجا
- سرتیپ دوم خلبان رحیم قنبری (۱۳۸۰–۱۳۷۰)
- سرتیپ دوم پاسدار خلبان حسین خانلری (۱۳۸۶–۱۳۸۳)[۱۰]
- سرتیپ خلبان محمد زارعی (۱۳۹۲–۱۳۸۶)[۱۱]
- سرتیپ دوم خلبان محمدولی بیرانوند (۱۳۹۴–۱۳۹۲)[۱۲]
- سرتیپ دوم پاسدار خلبان حسین‌علی مستأجران (۱۳۹۸–۱۳۹۴)[۱۳]
- سرتیپ دوم خلبان محمد نیک‌نژاد (۱۴۰۲–۱۳۹۸)[۱۴]
- سرتیپ دوم خلبان جلال منصوری‌نژاد (تاکنون–۱۴۰۲)[۱۵]

## سوانح

### توربو کوماندور
یک فروند هواپیمای توربوکوماندور، متعلق به هواپیمایی فرماندهی انتظامی جمهوری اسلامی ایران در روز شنبه ۱۹ مهرماه سال ۱۳۹۳ در مسیر تهران به زاهدان، بر اثر نقص فنی سقوط کرد و ۷ سرنشین (۳ نفر خدمه و ۴ نفر پرسنل بازرسی فراجا) این هواپیما که جهت انجام مأموریت، عازم سیستان و بلوچستان بودند نیز در این سانحه کشته شدند. به گفته مدیر عامل شرکت مادر تخصصی فرودگاه‌های کشور، هواپیمای فراجا در فاصله ۵۰ مایلی از شمال غربی زاهدان، با زمین برخورد کرد و تا پیش از وقوع این سانحه، هواپیما با مرکز کنترل پرواز فضای کشور، ارتباط داشته‌است.
براساس گفته‌های مردم محلی پیش از سقوط صدای انفجار در منطقه شنیده می‌شود و این هواپیما پیش از سقوط دچار آتش‌سوزی شده‌است. از این‌رو در شبکه‌های اجتماعی گمانه‌هایی مبنی بر احتمال اصابت موشک پدافند هوایی سپاه پاسداران به این هواپیما مطرح شده‌است.
اسامی سرنشینان:
- عبدالعلی صادقی؛ معاون ایمنی بازرسی کل فراجا
- سرهنگ علی خرسندی‌نیا؛ پلیس پیشگیری فراجا
- سرهنگ محمد درودگر؛ معاونت عملیات
- محسن طلوعی؛ کارمند
- سرهنگ علی‌احمد فرخی؛ خلبان
- سرگرد حجت خلیل لو؛ کمک خلبان
- ستوان قربانعلی قویدل؛ مهندس پرواز[۱۸][۱۹][۲۰]

### سسنا ۱۷۲
در روز ۳ اردیبهشت ۱۳۹۹، یک فروند هواپیمای سسنا ۲۰۶ متعلق به هوا فراجا، در جنگل‌های سلمان شهر در استان مازندران سقوط کرد، که هر ۲ سرنشین آن پرواز کشته شدند. سخنگوی فرماندهی انتظامی، شرایط جوی و دید نامناسب را عامل اصلی سقوط این هواپیما معرفی کرد.

## نگارخانه
برخی از وسایل پرنده هواپیمایی انتظامی

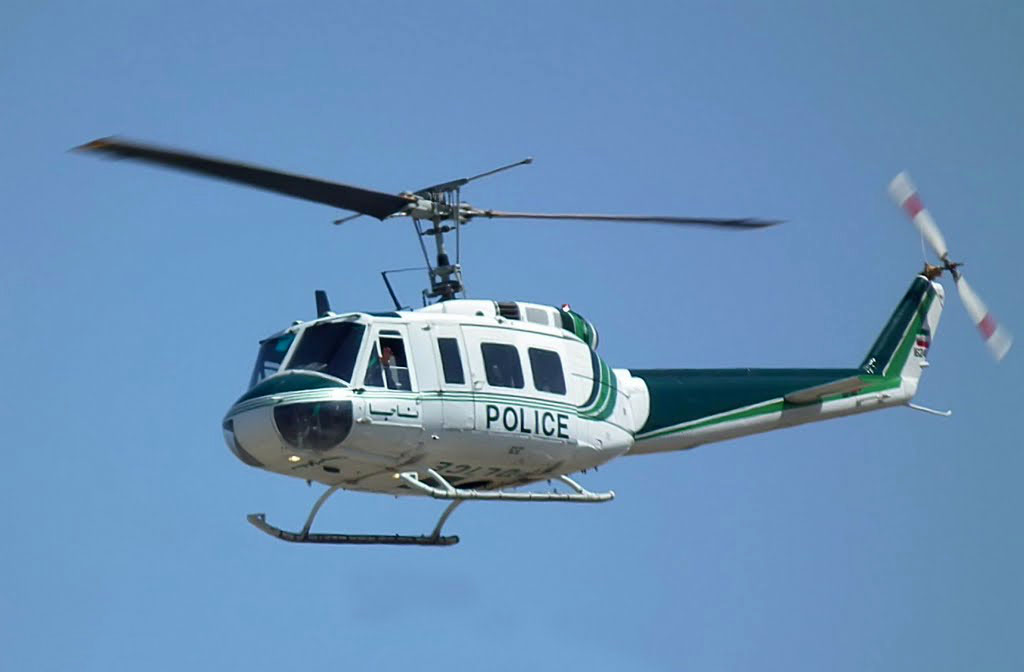
Bell 204/205
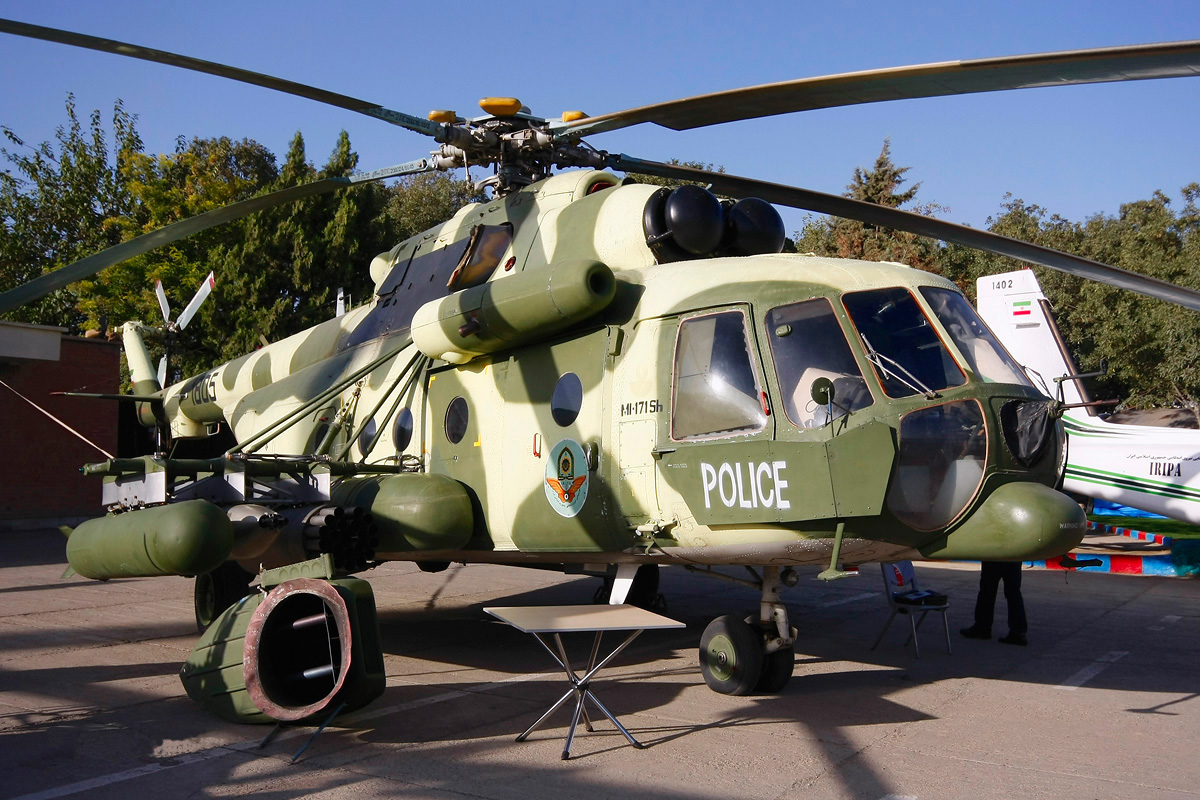
Mil Mi-17
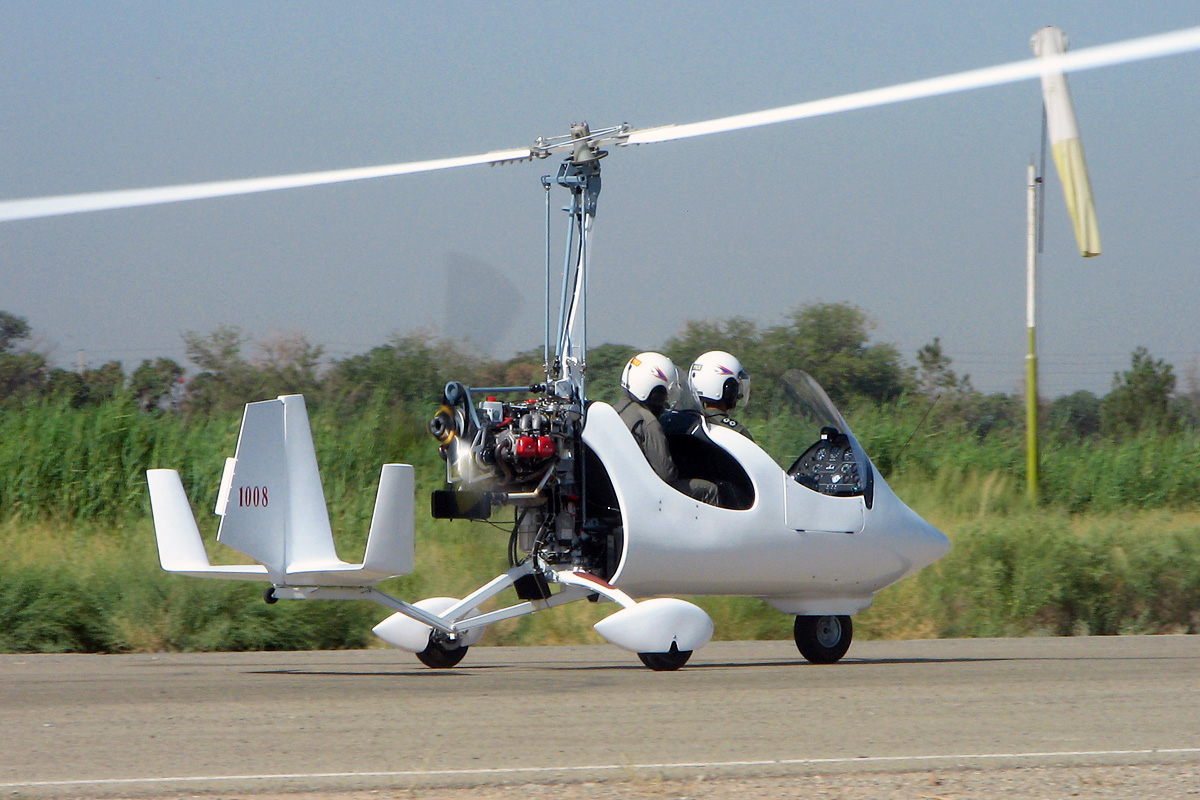
ELA 07S

بال های خلبانی و فنی هواپیمایی انتظامی
| بال‌های خلبانی |
| --- |
| - خلبانی هوا فراجا درجه ۱ - خلبانی هوا فراجا درجه ۲ - خلبانی هوا فراجا درجه ۳ - خلبانی هوا فراجا - متصدی فنی هوایی هوا فراجا |